# Kuzuculu, Dörtyol
Kuzuculu là một thị trấn thuộc huyện Dörtyol, tỉnh Hatay, Thổ Nhĩ Kỳ. Dân số thời điểm năm 2011 là 11.3 người.